# Championnat de France féminin de hockey sur gazon
Le Championnat de France de hockey sur gazon féminin comporte dix clubs, évoluant dans un championnat « Élite ».
L'édition 2019-2020, d'abord suspendue en mars, est finalement arrêtée, le 24 avril 2020, par la FFH, en raison de la pandémie de coronavirus. Par conséquent, aucun titre de Champion de France n'est attribué, et aucune promotion ni relégation n'est annoncée, pour la saison suivante.
L'équipe féminine de Cambrai a remporté le titre en 2023 et 2024.
Le club le plus titré chez les dames est le Stage Français avec 43 titres (quasiment tous les titres  pendant 4 décennies, entre de 1959 à 1998).

## Dernières éditions

### 2019-2020
- SA Mérignac
- Saint Germain en Laye HC
- Cambrai Hockey Club
- Iris hockey Lambersart
- Lille Métropole Hockey Club
- Douai Hockey Club
- Stade Français
- Villa Primrose (promues)
- CA Montrouge (promues)

### 2018-2019
| - Championnes : Lille Métropole Hockey Club - Finalistes : Stade Français - Demi-Finalistes : Saint Germain en Laye HC - Demi-Finalistes : Iris hockey Lambersart | - Cambrai Hockey Club - SA Mérignac - Douai Hockey Club - Reléguées : LUC Ronchin |

### 2017-2018
| - Championnes : Lille Métropole Hockey Club - Finalistes : Hockey Club - Demi-Finalistes : Douai Hockey Club - Stade Français | - Cambrai Hockey Club - Iris hockey Lambersart - LUC Ronchin - Reléguées : FC Lyon HCHC |

### 2016-2017
| - Championnes : Lille Métropole Hockey Club - Finalistes : Douai Hockey Club - Demi-Finalistes : Iris hockey Lambersart - Cercle athlétique de Montrouge | - FC Lyon HCHC - Cambrai Hockey Club - Hockey Club - Stade Français |

### 2015-2016
| - Championnes : Douai Hockey Club - Finalistes : Lille Métropole Hockey Club - Demi-Finalistes : Cambrai Hockey Club - Demi-Finalistes : Iris hockey Lambersart | - FC Lyon HCHC - Saint-Germain-en-Laye - Stade Français - Reléguées : SA Mérignac |

## Palmarès

### de 1923 à 1939
| - 1923 : Racing club de France (1) - 1924 : Racing club de France (2) - 1925 : Stade Français (1) - 1926 : Racing club de France (3) - 1927 : Stade Français (2) - 1928 : Paris Université Club - 1929 : Stade Français (3) | - 1930 : Racing club de France (4) - 1931 : Stade Français (4) - 1932 : Racing club de France (5) - 1933 : Racing club de France (6) - 1934 : Stade Français (5) - 1935 : Racing club de France (7) - 1936 : Racing club de France (8) - 1937 : Stade Français (6) - 1938 : FC Lyon (1) - 1939 : SA Villa Primrose Bordeaux |

### de 1940 à 1959
| - 1940 : Annulé pour cause de Seconde Guerre mondiale - 1941 : Annulé pour cause de Seconde Guerre mondiale - 1942 : Annulé pour cause de Seconde Guerre mondiale - 1943 : Stade Français (7) - 1944 : Tennis HC Moulins - 1945 : non attribué - 1946 : Vie au Grand Air du Médoc (1) - 1947 : FC Lyon (2) - 1948 : Vie au Grand Air du Médoc (2) - 1949 : FC Lyon (3) | - 1950 : Stade Français (8) - 1951 : FC Lyon (4) - 1952 : FC Lyon (5) - 1953 : Stade Français (9) - 1954 : FC Lyon (6) - 1955 : Racing club de France (9) - 1956 : Racing club de France (10) - 1957 : Racing club de France (11) - 1958 : FC Lyon (7) - 1959 : Stade Français (10) |

### de 1960 à 1979
| - 1960 : Stade Français (11) - 1961 : Stade Français (12) - 1962 : Stade Français (13) - 1963 : Stade Français (14) - 1964 : Stade Français (15) - 1965 : Stade Français (16) - 1966 : Racing club de France (12) - 1967 : Stade Français (17) - 1968 : Stade Français (18) - 1969 : Stade Français (19) | - 1970 : Stade Français (20) - 1971 : Stade Français (21) - 1972 : Racing club de France (13) - 1973 : Stade Français (22) - 1974 : Stade Français (23) - 1975 : La Baumette Angers - 1976 : Stade Français (24) - 1977 : Stade Français (25) - 1978 : Stade Français (26) - 1979 : Stade Français (27) |

### de 1980 à 1999
| - 1980 : Stade Français (28) - 1981 : Stade Français (29) - 1982 : Stade Français (30) - 1983 : Amiens SC (1) - 1984 : Amiens SC (2) - 1985 : Stade Français (31) - 1986 : Stade Français (32) - 1987 : Stade Français (33) - 1988 : Stade Français (34) - 1989 : Stade Français (35) | - 1990 : Stade Français (36) - 1991 : Stade Français (37) - 1992 : Stade Français (38) - 1993 : Amiens SC (3) - 1994 : Stade Français (39) - 1995 : Amiens SC (4) - 1996 : Stade Français (40) - 1997 : Stade Français (41) - 1998 : Stade Français (42) - 1999 : Cambrai HC (1) |

### de 2000 à 2019
| - 2000 : Cambrai HC (2) - 2001 : Lille Métropole Hockey Club (1) - 2002 : Lille Métropole Hockey Club (2) - 2003 : Cambrai HC (3) - 2004 : Lille Métropole Hockey Club (3) - 2005 : Cambrai HC (4) - 2006 : Saint-Germain HC (1) - 2007 : Lille Métropole Hockey Club (4) - 2008 : Saint-Germain HC (2) - 2009 : Cambrai HC (5) | - 2010 : Cercle Athlétique de Montrouge (1) - 2011 : Lille Métropole Hockey Club (5) - 2012 : Stade Français (43) - 2013 : Iris hockey Lambersart (1) - 2014 : SA Mérignac (1) - 2015 : Iris hockey Lambersart (2) - 2016 : Douai Hockey Club (1) - 2017 : Lille Métropole Hockey Club (6) - 2018 : Lille Métropole Hockey Club (7) - 2019 : Lille Métropole Hockey Club (8) |